# Pools alfabet

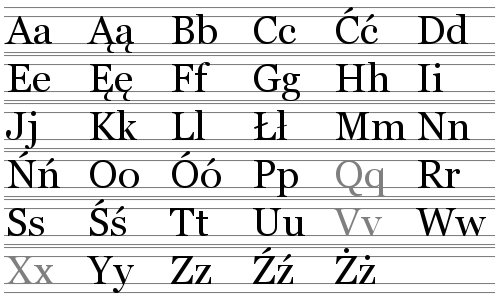
Pools alfabet, met historische letters in het grijs

Het Pools alfabet is het schrift van de Poolse taal. Het is gebaseerd op het klassiek Latijns alfabet, maar het gebruikt diakritische tekens zoals de kreska, die gelijk is aan de accent aigu  (ć, ń, ó, ś, ź), de punt-op (ż), de ogonek (ą, ę) en de streep-door (ł). 

## Beschrijving
Er zijn 35 letters in het Pools alfabet: 9 klinkers en 26 medeklinkers. 
| Hoofdletters   | A | Ą | B | C | Ć | D | E | Ę | F | G | H | I | J | K | L | Ł | M | N | Ń | O | Ó | P | Q | R | S | Ś | T | U | V | W | X | Y | Z | Ź | Ż |
| Kleine letters | a | ą | b | c | ć | d | e | ę | f | g | h | i | j | k | l | ł | m | n | ń | o | ó | p | q | r | s | ś | t | u | v | w | x | y | z | ź | ż |

Er zijn ook nog zeven digrafen  (ch, cz, dz, dź, dż, rz, sz). 
De letters q, v en x worden alleen maar gebruikt in buitenlandse woorden en commerciële namen. In leenwoorden worden ze vaak vervangen door kw, w en ks, respectievelijk (zoals in kwarc "quartz", weranda "veranda" en ksenofobia "xenofobie").

## Poolse letters digitaal
Sommige letters van het Pools alfabet die niet voorkomen in het klassiek Latijns alfabet kunnen worden ingevoerd door HTML-codes te gebruiken. Men kan op Windows ook een toetsenbordindeling inschakelen genaamd "Pools (programmeurs)", waarmee Poolse letters kunnen worden getypt door het combineren van de accentloze letter met de rechter alt-knop (zie onderstaande tabel).
| Hoofdletter               | Ą                       | Ć                       | Ę                       | Ł                       | Ń                       | Ó                       | Ś                       | Ź                       | Ż                        |
| HTML-code                 | &Aogon;                 | &Cacute;                | &Eogon;                 | &Lstrok;                | &Nacute;                | &Oacute;                | &Sacute;                | &Zacute;                | &Zdot;                   |
| Windows toetsencombinatie | shift + rechter alt + a | shift + rechter alt + c | shift + rechter alt + e | shift + rechter alt + l | shift + rechter alt + n | shift + rechter alt + o | shift + rechter alt + s | shift + rechter alt + x | shift + rechter alt + z; |
| Kleine letter             | ą                       | ć                       | ę                       | ł                       | ń                       | ó                       | ś                       | ź                       | ż                        |
| HTML-code                 | &aogon;                 | &cacute;                | &eogon;                 | &lstrok;                | &nacute;                | &oacute;                | &sacute;                | &zacute;                | &zdot;                   |
| Windows toetsencombinatie | rechter alt + a         | rechter alt + c         | rechter alt + e         | rechter alt + l         | rechter alt + n         | rechter alt + o         | rechter alt + s         | rechter alt + x         | rechter alt + z;         |